# International World Games Association

Logo der International World Games Association (IWGA)

Die International World Games Association (IWGA) ist ein internationaler Sportverband, in dem die an den World Games teilnehmenden Sportarten zusammengeschlossen sind. Sein Ziel ist es, die Popularität der von ihm vertretenen Sportarten zu fördern.

## World Games
Die World Games sind ein internationaler Wettkampf für Sportler und Athleten, deren Sportarten und Disziplinen nicht zum olympischen Wettkampfprogramm gehören, aber dennoch eine hohe weltweite Verbreitung haben. Sie finden immer ein Jahr nach den Olympischen Sommerspielen unter der Schirmherrschaft des Internationalen Olympischen Komitees (IOC) statt.

## Geschichte
1981 wurde das World Games Council von verschiedenen internationalen Sportverbänden gegründet, deren Sportarten darauf warteten, in das olympische Wettkampfprogramm aufgenommen zu werden. Der Zweck der Veranstaltung besteht darin, Sportarten, die nicht bei den Olympischen Sommerspielen vertreten sind, eine Plattform zu geben. 1981 fanden die ersten offiziellen Spiele in Santa Clara (USA) statt. Drei Jahre vorher wurden 1978 die sogenannten Pre World Games in Seoul (Korea) ausgetragen.
Im Jahre 1996 wurde das World Games Council in International World Games Association (IWGA) umbenannt.

## Organisation
Der Verband ist unter Schweizer Recht als internationale NGO konstituiert. Derzeit gehören ihr 40 Sportfachverbände an. Die IWGA ist Mitglied der Global Association of International Sports Federations (GAISF).
Wichtigstes Beschlussorgan ist die Generalversammlung, die alle vier Jahre jeweils vor den World Games zusammentritt. Sie bestimmt über das siebenköpfige Board und trifft wichtige Entscheidungen wie die Wahl des Austragungsortes der World Games und die Auswahl der World-Games-Sportarten.
Präsident ist seit 2014 der ehemalige Präsident der International Canoe Federation (ICF), José Perurena.